# Le Cerf-volant (film)
Pour les articles homonymes, voir Le Cerf-volant.
Pour plus de détails, voir Fiche technique et Distribution.
Le Cerf-volant est un film libanais réalisé par Randa Chahal Sabbag sorti en 2004.

## Synopsis
Le film raconte l'histoire d'un amour impossible entre une jeune fille libanaise et un garde-frontière druze servant dans l'armée israélienne.
Le début du film expose la vie quotidienne d'une jeune fille de condition modeste, Lamia (Flavia Béchara) : elle va à l'école en uniforme, s'amuse au cerf-volant avec son petit frère. Mais sa vie change de cours lorsque les patriarches du village décident de la marier à son cousin Samy qui vit dans la partie annexée par Israël.
L'adolescente, bien qu'elle ne consente pas à ce mariage, doit quitter son petit frère et sa mère. Après que son mariage est célébré dans son village, sans la présence de l'époux, Lamia doit franchir seule, à pied, vêtue de sa robe de mariée la frontière libano-israélienne. Elle se retrouve ainsi de l'autre côté de la frontière, confrontée à une société bouleversée par la modernité. Elle ne parvient pas à s'intégrer et se refuse à son époux, Samy. Fuyant sa belle-famille, elle va peu à peu s'éprendre du jeune soldat druze qui l'observe avec ses jumelles du haut de sa tour de contrôle.
La réalisatrice de Civilisées a reconstitué au Liban, près du Mont Hermon, entre des villages druzes, chrétiens et sunnites, la ligne de fracture. « On a essayé », dit-elle, « de recréer la vallée des cris et des larmes, qui existe réellement et qui s'appelle ainsi parce que les villageois crient et se parlent au mégaphone" de part et d'autre de la frontière. Dans le cadre austère de collines sèches, Le Cerf-volant emprunte le ton du conte avec une dimension de rêve et de l'humour. » « Je voulais faire des comédies », explique Randa Chahal Sabbag, « mais je suis née dans une région tragique. Pourtant, si on ne dit pas les choses dramatiques avec un peu d'humour, ça ne passera pas ». Pour la cinéaste, cette histoire d'amour impossible « pourrait aussi bien se passer le long de la frontière entre la Grèce et la Turquie, où il y a 180 km de barbelés appelés +ligne Attila+, en Corée, en Palestine... partout où une frontière fait de l'Autre un étranger, un ennemi ».

## Fiche technique
- Titre : Le Cerf-volant
- Titre anglais : The Kite
- Réalisation : Randa Chahal Sabbag
- Scénario : Randa Chahal Sabbag
- Pays de production :  Liban
- Langue originale : arabe
- Durée : 80 minutes (1 h 20)
- Genre : Drame
- Dates de sortie : 
  - Italie : 30 août 2003 (Mostra de Venise)
  - France : 18 février 2004

## Distribution
- Flavia Béchara
- Julia Kassar
- Maher Bsaibes
- Randa Asmar
- Renée Dick

## Autour du Film
- Le cerf-volant est coproduit par Humbert Balsan, qui a produit les films de l'Égyptien Youssef Chahine, ainsi qu'Intervention divine du Palestinien Elia Suleiman auquel Le cerf-volant a été beaucoup comparé. "La France est importante pour la coproduction au Liban et je milite beaucoup pour que cette collaboration continue", a souligné le producteur lors de la sortie du film, en 2004.

## Récompenses
- Grand prix du jury de la Mostra de Venise